# Gisela Riescher
Gisela Riescher (* 27. Februar 1957 in Eichendorf) ist eine deutsche Politikwissenschaftlerin und Hochschullehrerin.

## Werdegang
Nach dem Abitur studierte Riescher Politikwissenschaft, Geschichte und Neuere deutsche Literaturwissenschaft. Nach dem Abschluss des Studiums 1982 als Magister trat sie eine Stellung als Wissenschaftliche Assistentin bei Theo Stammen an der Universität Augsburg an. 1987 wurde sie mit einer Arbeit zur Gemeinde als Heimat. Zur politisch-anthropologischen Dimension lokaler Politik promoviert, die Habilitation folgte ebenfalls in Augsburg 1993 mit einer Arbeit zu Zeit und Politik. Zur institutionellen Bedeutung von Zeitstrukturen in parlamentarischen und präsidentiellen Regierungssystemen. Es folgten Lehrstuhlvertretungen an der Universität München für Kurt Sontheimer und an der Universität Freiburg für Wolfgang Jäger.
Zum Wintersemester 1999/2000 nahm Riescher einen Ruf auf die Professur für Politische Philosophie, Theorie und Ideengeschichte am Seminar für Wissenschaftliche Politik der Universität Freiburg an. Riescher ist Vorsitzende des Freiburger Wissenschaftsforums sowie seit 2009 Gründungsrektorin des Freiburger Center for Security and Society. Sie ist Mitglied des Beirats der Stiftung Bundespräsident-Theodor-Heuss-Haus in Stuttgart.

## Forschungsschwerpunkte
Riescher setzte für ihren Lehrstuhl Politische Philosophie, Theorie und Ideengeschichte acht Forschungsschwerpunkte: Politische Theorie der Gegenwart, Parlamentarismustheorie, Theorien sozialer Gerechtigkeit, Sicherheit und Gesellschaft, Freunde, Gönner, Getreue, welcher sich vor allem mit den Freundschafts-, Gabentausch- und Patron-Klient-Beziehungen der Vormoderne beschäftigt, Genderforschung und Politik und Zeit sowie Monarchie.

## Schriften
Riescher ist Herausgeberin der Publikationsreihen Spektrum Politikwissenschaft und Politikwissenschaftliche Theorien im Ergon-Verlag sowie Kohlhammer Brennpunkt Politik im Kohlhammer Verlag und Sicherheit und Gesellschaft. Freiburger Studien des Centre for Security and Society im Nomos Verlag.
- mit Marcus Obrecht, Tobias Haas: Theorien der Vergleichenden Regierungslehre. Eine Einführung. Oldenbourg, München 2011, ISBN 978-3-486-58903-0.
- (Hrsg.): Sicherheit und Freiheit statt Terror und Angst. Perspektiven einer demokratischen Sicherheit (= Sicherheit und Gesellschaft. Bd. 2). Nomos, Baden-Baden 2010, ISBN 978-3-8329-5496-3.
- mit Alexander Thumfart (Hrsg.): Monarchien. Nomos, Baden-Baden 2008, ISBN 978-3-8329-3827-7.
- (Hrsg.): Politische Theorie der Gegenwart in Einzeldarstellungen. Von Adorno bis Young (= Kröners Taschenausgabe. Band 343). Kröner, Stuttgart 2004, ISBN 3-520-34301-0.
- mit Christoph M. Haas, Sabine Ruß (Hrsg.): Zweite Kammern. Oldenbourg, München u. a. 2000, ISBN 3-486-25089-2 (2., überarbeitete und erweiterte Auflage. ebenda 2010, ISBN 978-3-486-58312-0).
- mit Ingeborg Villinger, Jürgen Rüland (Hrsg.): Politik & Verantwortung. Festgabe für Wolfgang Jäger zum 60. Geburtstag. Rombach, Freiburg (Breisgau) 2000, ISBN 3-7930-9262-3.
- mit Wilhelm Hofmann: Einführung in die Parlamentarismustheorie. Wissenschaftliche Buchgesellschaft, Darmstadt 1999, ISBN 3-534-12977-6.
- mit Dirk Berg-Schlosser, Arno Waschkuhn (Hrsg.): Politikwissenschaftliche Spiegelungen. Ideendiskurs – Institutionelle Fragen – Politische Kultur und Sprache. Festschrift für Theo Stammen zum 65. Geburtstag. Westdeutscher Verlag, Opladen 1998, ISBN 3-531-13274-1.
- mit Theo Stammen, Wilhelm Hofmann (Hrsg.): Hauptwerke der politischen Theorie (= Kröners Taschenausgabe. Band 379). Kröner, Stuttgart 1997, ISBN 3-520-37901-5 (2., aktualisierte und erweiterte Auflage. ebenda 2007, ISBN 978-3-520-37902-3).
- Zeit und Politik. Zur institutionellen Bedeutung von Zeitstrukturen in parlamentarischen und präsidentiellen Regierungssystemen. Nomos, Baden-Baden 1994, ISBN 3-7890-3655-2 (Zugleich: Augsburg, Universität, Habilitations-Schrift).
- Gemeinde als Heimat. Die politisch-anthropologische Dimension lokaler Politik (= tuduv-Studien. Reihe Politikwissenschaften. Bd. 21). tuduv, München 1988, ISBN 3-88073-286-8 (Zugleich: Augsburg, Universität, Dissertation, 1987).